# Melazzo
Ne doit pas être confondu avec Milazzo.
Melazzo est une commune italienne d'environ 1 100 habitants située dans la province d'Alexandrie, dans la région Piémont, dans le Nord-Ouest de l'Italie.

## Administration
| Période                                  | Période | Identité | Étiquette | Qualité |
| ---------------------------------------- | ------- | -------- | --------- | ------- |
|                                          |         |          |           |         |
| Les données manquantes sont à compléter. |         |          |           |         |

### Communes limitrophes
Acqui Terme, Bistagno, Cartosio, Castelletto d'Erro, Cavatore, Terzo